# Дългокосместа паякообразна маймуна
Дългокосместа още Белокоремна паякообразна маймуна (Ateles belzebuth) е вид примат от семейство Паякообразни маймуни (Atelidae). Видът е застрашен от изчезване.

## Разпространение и местообитание
Разпространен е в Бразилия (Амазонас и Рорайма), Венецуела, Еквадор, Колумбия и Перу.
Обитава тропически райони, национални паркове, гористи местности, планини, склонове и поляни.

## Описание
На дължина достигат до 45,9 cm, а теглото им е около 6,7 kg. Дължината на опашката им е около 79 cm, а тази на ушите – към 3,1 cm.
Продължителността им на живот е не повече от 28 години. Популацията на вида е намаляваща.